# Анемона жовтецева
Анемона жовтецева (Anemonoides ranunculoides або Anemone ranunculoides L.) — вид квіткових рослин родини жовтецеві (Ranunculaceae).

## Опис

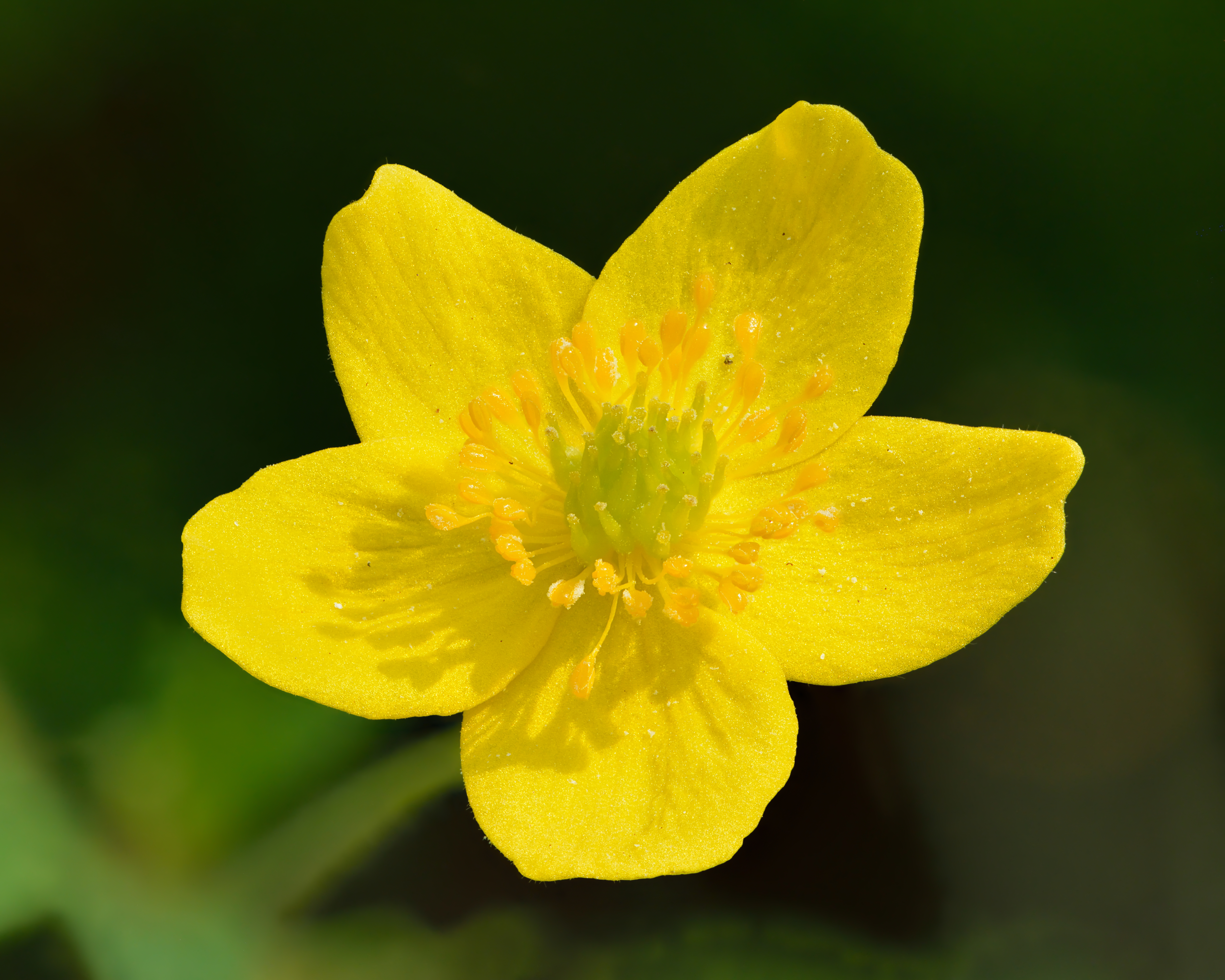
Квітка

Звичайна ранньовесняна багаторічна рослина наших листяних лісів, заввишки 10-25 см. Декоративна та отруйна рослина. Цвіте наприкінці квітня — на початку травня. На квітконосному стеблі є покривало з трьох кільчасторозміщених, трійчасто-розсічених листків, які відрізняються від листків, що відходять безпосередньо від кореневища, лише короткими черешками.
Квітка одна або дві (рідко більше), на довгих квітконіжках, ациклічні, актиноморфні. Квітколоже дуже випукле, майже кулеподібне. Оцвітина проста, віночкоподібна, з п'яти яйцеподібно-видовжених, яскраво-жовтих, ззовні запушених листочків. Тичинки численні з тонкими нитками і невеликими видовженими нерухомими пиляками. Маточки численні, запушені притиснутими волосками. Зав'язь на короткій ніжці із зігнутим стилодієм на верхівці. Плід — багатогорішок. Плодики майже кулеподібні, запушені відсторбученими волосками, із злегка зігнутими стилодіями.
У травні надземні частини рослин відмирають і в ґрунті залишаються лише кореневища, які складаються з потовщених коротких члеників.

## Поширення
Анемона жовтецева поширена в Україні,  європейській частині Росії, на Далекому Сході, в Центральній Європі, Середземномор'ї, Малій Азії та ін., інтродукована на Британські острови. Рослина виростає в лісах, в основному широколистяних (букових, дубових, грабових, липових), іноді в ялицево-широколистяних.
Росте в широколистяних та мішаних лісах, у лісових, лісостепових та північних степових районах України.

## Фармакологічні властивості і використання
Рослина містить камфору і глікозид ранункулін.
Препарати анемони жовтецевої мають наркотичні, болетамувальні, антиспазматичні, кровоспинні, сечогінні та антибактеріальні властивості. Раніше з анемони жовтецевої одержували анемонін, який використовували при астмі, коклюші, рахіті та при маткових кровотечах. У народній медицині настій з листя анемони жовтецевої використовують для лікування паралічів, подагри, водянки, пізніх менструацій, застарілого сифілісу, шлункових кольок і жовтяниці, при серцебитті та як засіб, що посилює діяльність нирок і легень.
Зовнішньо настій з листя анемони жовтецевої застосовують при ревматизмі, золотусі, головному й зубному болях. Соком з коріння лікують бородавки.

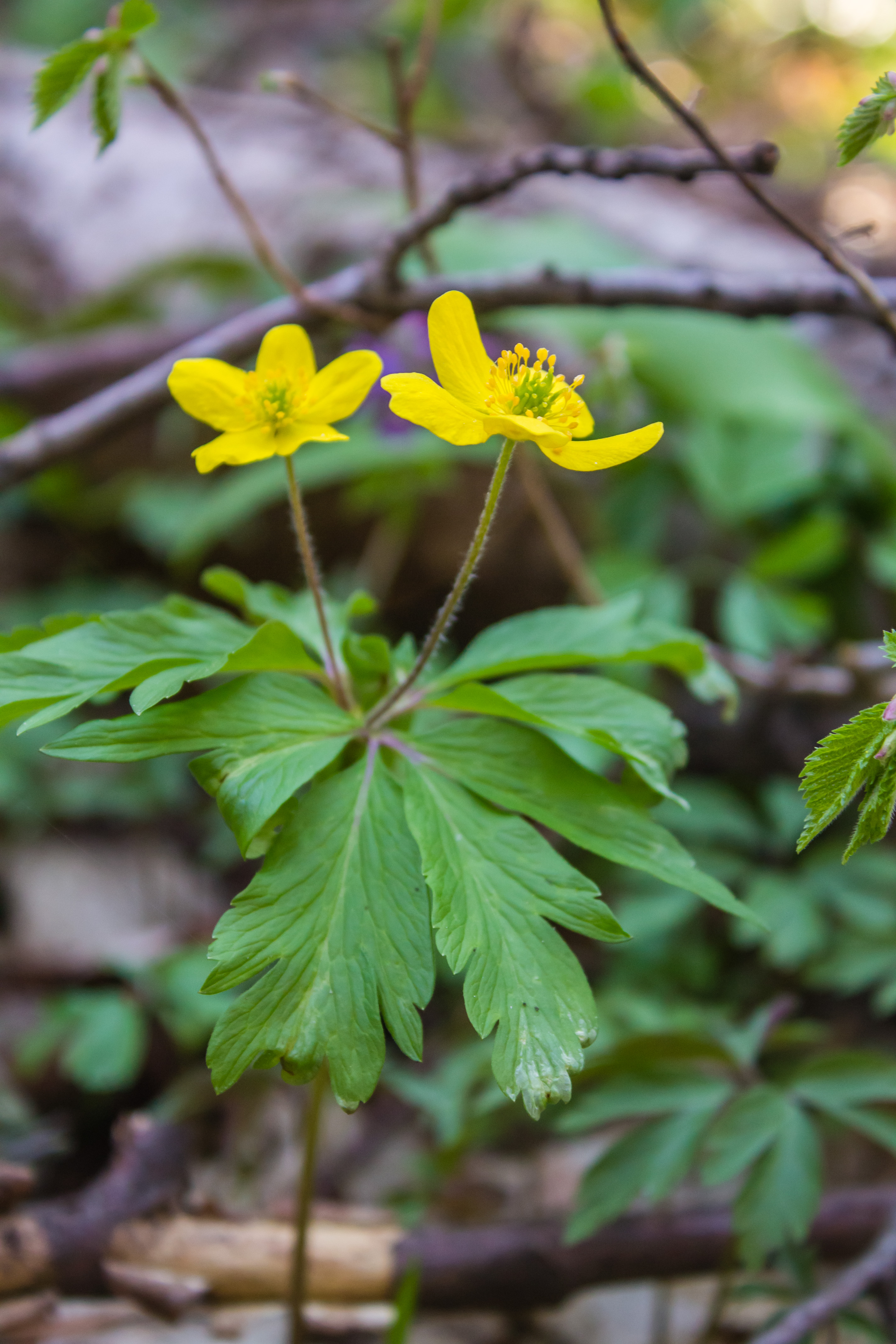
Анемона жовтецева (Anemone ranunculoides, Lat)